# Jerzy (Nikolajević)
Jerzy, imię świeckie Đorđe Nikolajević (ur. 1807 w Jasku, zm. 20 lutego 1893 w Sarajewie) – serbski biskup prawosławny.

## Życiorys
Ukończył gimnazjum serbskie i prawosławne seminarium duchowne w Sremskich Karlovcach. Następnie rozpoczął studia filozoficzne na uniwersytecie w Peszcie. Przerwał je jednak, by na prośbę metropolity karłowickiego Stefana przyjąć posadę nauczyciela w szkole parafialnej przy cerkwi w Dubrowniku. Placówka ta była jeszcze w stadium organizacji i została ostatecznie otwarta dzięki staraniom Nikolajevicia. Już po miesiącu władze lokalne zamknęły placówkę, twierdząc, że nie może prowadzić jej duchowny. Nikolajević musiał udowodnić, że nie został wyświęcony na kapłana po ukończeniu seminarium, ale mimo tego nie otrzymał zgody na ponowne otwarcie szkoły, mógł jedynie prowadzić zajęcia indywidualnie, w domach uczniów. Również tę możliwość szybko mu odebrano. Po trzech latach bezowocnych starań o zgodę na otwarcie szkoły Nikolajević zamierzał wyjechać z Dubrownika. Wtedy jednak do miejscowej parafii przybył z wizytą kanoniczną biskup dalmacki Józef i zasugerował mu ślub, przyjęcie święceń kapłańskich i objęcie probostwa w Dubrowniku. W 1833 Đorđe Nikolajević przyjął z rąk biskupa dalmackiego Józefa święcenia diakońskie, a następnie kapłańskie. Wcześniej ożenił się z Katariną Berberović, córką kupca z Kotoru.
Służył w parafii prawosławnej w Dubrowniku. W 1843 został protoprezbiterem. Pięć lat później, korzystając z potwierdzenia autonomii oświatowej i religijnej Serbów przez władze austriackie, ponownie otworzył szkołę serbską w Dubrowniku i sam w niej wykładał. W latach 1858–1860 wykładał w serbskim seminarium duchownym w Zadarze. Następnie przeniósł się do Sarajewa i jako radca zasiadał w konsystorzu metropolii Dabaru i Bośni. Angażował się w serbską działalność oświatową i wydawniczą. Własnym sumptem wydał szematyzm metropolii Dabaru i Bośni, wspierał finansowo serbskie inicjatywy dobroczynne. Był również autorem popularnych prac z dziedziny teologii pastoralnej. Pod pseudonimem tłumaczył i tworzył wiersze oraz artykuły prasowe, podpisując się zwykle jako Grizlica Novak, Partenije Dubaić lub Proiguman Dalmatinski. Jeszcze jako proboszcz w Dubrowniku rozpoczął zbieranie i opracowywanie zabytkowych dokumentów serbskojęzycznych, które następnie wydawał na łamach kalendarza Macierzy Serbskiej.
W 1885 został nominowany, a następnie wyświęcony na metropolitę Dabaru i Bośni. Na katedrze pozostawał do śmierci. Pochowany został w cerkwi w Blažuju, którą sam ufundował.
Miał syna Čedomilja i córkę Sofiję. Oboje dzieci zmarły przedwcześnie, w wieku szesnastu i trzynastu lat. Jego małżonka zmarła w 1866.